# Tolu Arokodare
Toluwalase Emmanuel „Tolu“ Arokodare (* 23. November 2000 in Lagos) ist ein nigerianischer Fußballspieler. Er steht beim belgischen Erstligisten KRC Genk unter Vertrag.

## Karriere
Tolu Arokodare kam in Festac, einem Stadtteil von Lagos, der größten Stadt Nigerias, zur Welt. Als Sohn eines Leichtathleten und einer Händlerin entdeckte er früh seine Begeisterung für den Fußball und spielte als Jugendlicher in diversen Fußballakademien. Die ersten Schritte seiner Karriere macht er in der Kash Academy in Festac. Im weiteren Verlauf führte es den Mittelstürmer zur International Sports Academy Wasimi, der Flying Sports Academy und zur Box2Box Academy. Der Nigerianer konnte sich in diesen Einrichtungen beweisen.
Im Jahr 2018 absolvierte Tolu verschiedene Probetrainings bei europäischen Proficlubs. Unter anderem spielte er beim SC Freiburg sowie beim französischen Verein FC Toulouse vor. Diese waren allerdings erfolglos, sodass er ein Jahr später, 2019, zum lettischen Erstligisten Valmieras FK wechselte. In der dortigen Virslīga erzielte der 1,97 Meter große Stürmer 22 Tore und 4 Vorlagen in saisonübergreifend 32 Ligaspielen. Diese Torquote ließ diverse Vereine in ganz Europa aufmerksam auf den jungen Westafrikaner werden. Auch der spanische Spitzenclub Atlético Madrid soll an Arokodare interessiert gewesen sein. Kurz bevor stand allerdings ein Wechsel zum RSC Anderlecht, der nur an den Ablöseforderungen von Valmieras FK scheiterte.
Am 18. September 2020 wechselte er schließlich auf Leihbasis zum 1. FC Köln. Gegen eine Leihgebühr in Höhe von 300 000 Euro mit Kaufoption für 2,3 Millionen Euro sicherte sich der deutsche Bundesligist die Dienste des Stürmers bis zum 30. Juni 2021. In der Saison 2020/21 läuft Tolu Arokodare mit der Rückennummer 7 auf. Er kam bei der 0:1-Niederlage gegen Arminia Bielefeld am 2. Spieltag zu seinem ersten Bundesligaeinsatz, in welcher er in der 75. Spielminute für den nominellen Stammstürmer Sebastian Andersson eingewechselt wurde. Köln beendete die Saison als 16. auf dem Relegationsplatz. Arokodare kam trotz einer langwierigen Verletzung Anderssons nur auf insgesamt zehn Ligaeinsätze, in denen er kein Tor erzielte.
Ende Juni 2021 wurde der Stürmer für Spielzeit 2021/22 mit Kaufoption an den französischen Zweitligisten SC Amiens verliehen. Hier kam er in seiner ersten Saison zu 35 von 38 möglichen Ligaspielen, in denen er acht Tore schoss, sowie fünf Pokalspielen mit fünf Toren. In der nächsten Saison waren es alle möglichen 20 Ligaspiele mit sechs Toren und drei Pokalspiele mit zwei Toren.
Ende Januar 2023 wechselte er zum belgischen Erstdivisionär KRC Genk, bei dem er einen Vertrag bis zum Ende der Saison 2026/27 unterschrieb. Hier bestritt er im Rest der Saison 2022/23 11 von 18 möglichen Ligaspielen mit zwei Toren, wobei er bei sechs Spielen infolge eines Meniskusrisses ausgefallen war. In der nächsten Saison waren es 40 von 41 möglichen Ligaspielen, in denen er 12 Tore schoss, sowie ein Pokalspiel und elf Spiele im Europapokal mit drei Toren.